# Lima (Montana)
Lima es un pueblo ubicado en el condado de Beaverhead, en el estado estadounidense de Montana. Según el censo de 2020, tiene una población de 212 habitantes.

## Geografía
Lima se encuentra ubicado en las coordenadas 44°38′19″N 112°35′31″O / 44.63861, -112.59194. Según la Oficina del Censo de los Estados Unidos, Lima tiene una superficie total de 1.42 km², correspondientes en su totalidad a tierra firme.

## Demografía
Según el censo de 2010, había 221 personas residiendo en Lima. La densidad de población era de 161,3 hab./km². De los 221 habitantes, Lima estaba compuesto por el 94.12% blancos, el 0.9% eran afroamericanos, el 0.9% eran amerindios, el 0% eran asiáticos, el 0.9% eran isleños del Pacífico, el 0.45% eran de otras razas y el 2.71% pertenecían a dos o más razas. Del total de la población el 3.62% eran hispanos o latinos de cualquier raza.